# Esbjerg
Esbjerg anhörenⓘ [ˈɛspjɛʀʔ] (deutsch Esberg) ist mit 71.554 (Stand: 1. Januar 2025) Einwohnern die fünftgrößte Stadt in Dänemark. Die Stadt liegt im Südwesten Jütlands. Esbjerg ist die einzige ökonomisch bedeutende Hafenstadt an der dänischen Nordseeküste.
Vor der Stadt liegt die Insel Fanø und nordwestlich die Halbinsel Skallingen, die bis April 2008 zu den wenigen noch nicht von Landminen geräumten Gebieten Dänemarks zählte.

## Geschichte
Nachdem der dänische Gesamtstaat im Deutsch-Dänischen Krieg 1864 die Herzogtümer Schleswig und Holstein verloren hatte, gab es im Königreich keinen leistungsstarken Hafen an der Nordsee. Deshalb beschloss die Regierung im Jahr 1869 den Bau eines Hafens in Esbjerg, der zugleich einen Eisenbahnanschluss erhielt. Der Bau dieses neuen befestigten Hafens bewirkte, dass Fischerei und Seefahrt aus den umliegenden Gebieten nach Esbjerg zogen und der Ort einen schnellen Aufschwung erlebte. Der Hafen musste mehrfach erweitert werden.
Die Stadt war bis vor kurzem von der Fischerei geprägt, doch hat jener Wirtschaftszweig in den letzten Jahren einen Niedergang erlebt. An dieses Kapitel der dänischen Geschichte erinnert das Fischerei- und Seefahrtmuseum Esbjerg. Heute spielt der Offshore-Bereich eine große Rolle für die Wirtschaft der Stadt. Außerdem werden Kühlelemente hergestellt (Vestfrost).
Im Rahmen der Kommunalreform von 1970 wurde die Gemeinde Guldager mit den Stadtteilen Sædding, Hjerting und Sønderis eingemeindet.
Am 26. August 1981 stürzte ein Kampfflugzeug der Bundeswehr vom Typ F-104 Starfighter nahe dem Ort ab. Es war der 200. Absturz dieses Flugzeugmusters.
Aufgrund einer weiteren Strukturreform schlossen sich am 1. Januar 2007 die Gemeinden Ribe und Bramming mit Esbjerg zur neuen Esbjerg Kommune zusammen. Das Gesamtgebiet dieser Kommune beträgt 742,5 km², auf dem 115.157 Einwohner leben (Stand: 1. Januar 2025).

## Infrastruktur

### Verkehr

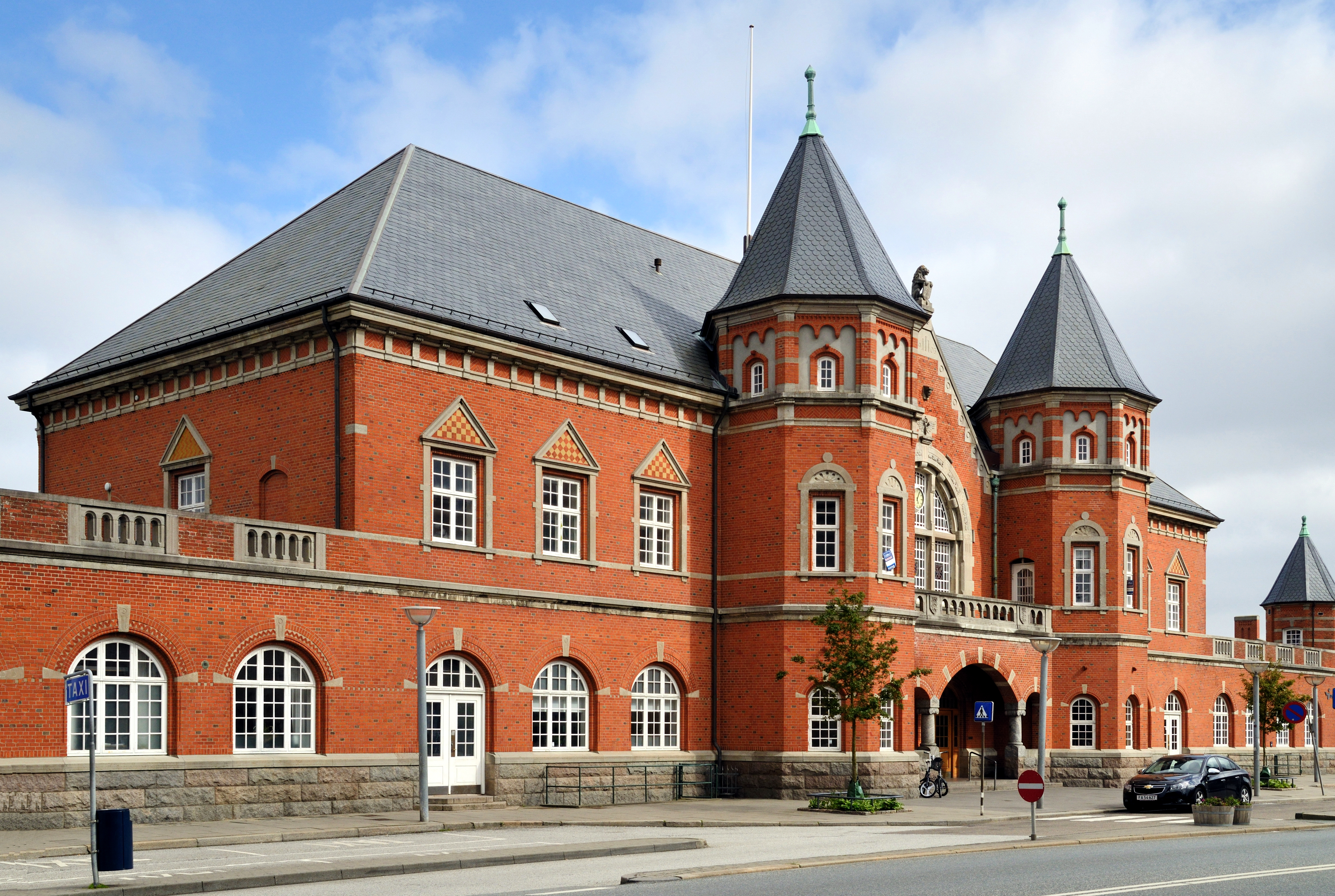
Der Bahnhof von Esbjerg

Die Stadt hat den wichtigsten Nordseehafen des Landes. Anfang des 21. Jahrhunderts profitierte der Esbjerger Hafen von der wachsenden Offshore-Industrie, insbesondere für die Offshore-Windenergie. 2013 wurden hier Windenergieanlagen für insgesamt 1,6 Gigawatt umgeschlagen. Das gesamte Umschlagvolumen im Hafen Esbjerg lag 2013 bei 4,6 Millionen Tonnen, es wurden 19.823 Schiffsanläufe gezählt. Der Umsatz betrug 28,9 Mio. Euro, der Gewinn lag bei 10,4 Mio. Euro.
Eine Fähre verbindet Esbjerg mit der Insel Fanø (Nordby). Früher gab es auch Verbindungen nach Newcastle (Nordengland), nach Tórshavn (bis Oktober 2010) und Harwich (bis September 2014).
Im Nordosten von Esbjerg, außerhalb des Stadtgebietes, befindet sich Esbjerg Lufthavn mit täglichen Flügen nach Aberdeen und Stavanger. Versorgungshubschrauber starten zu Bohrplattformen in der Nordsee.
Vom Esbjerger Bahnhof verkehren unter anderem Inter-City- und Regionalzüge über Kolding und Odense nach Kopenhagen, Regionalzüge nach Skjern sowie Regionalverbindungen über Ribe und Tønder nach Niebüll im Zwei-Stunden-Takt, wo Anschluss an die Züge der Marschbahn zwischen Westerland und Hamburg besteht.
In Esbjerg endet die Autobahn Esbjergvejen, die als Teil der E 20 nach Kopenhagen und weiter nach Schweden führt.

### Energieversorgung
Esbjerg hat sich zum Ziel gesetzt, bis 2030 klimaneutral zu sein. Im Hafen der Stadt steht das Kraftwerk Esbjerg, ein Kohlekraftwerk, dessen im Zuge des dänischen Kohleausstiegs für April 2023 geplante Stilllegung auf Juni 2024 verschoben wurde. Es liefert neben Strom auch Fernwärme und deckt etwa die Hälfte des Fernwärmebedarfs des Netzes (die andere Hälfte stammt aus einer Müllverbrennungsanlage), an das etwa 100.000 Menschen angeschlossen sind. Um die Versorgung der Stadt mit Wärmeenergie aufrechtzuerhalten, wird eine Großwärmepumpe installiert, die Seewasser als Wärmequelle nutzt. Mit einer Wärmeleistung von 50 MW handelt es sich dabei um die bis dato weltweit größte Wärmepumpe mit Kohlenstoffdioxid als Kältemittel. Insgesamt soll die Anlage jährlich ca. 235 GWh Wärme liefern und zugleich die Dekarbonisierung der Energieversorgung durch Sektorenkopplung voranbringen, indem Strom von Windstrom für die Wärmeversorgung genutzt wird. Da die Wärmepumpe flexibel betrieben werden kann, soll sie auch Ausgleichsenergie zum Kompensieren von Schwankungen im Stromnetz liefern.

### Wirtschaft
Esbjerg war mit zeitweise 600 Fischkuttern einer der wichtigsten dänischen Fischereihäfen. Die Fischerei und ihre Bedürfnisse waren Ausgangspunkt vieler Unternehmen, die auch heute noch Esbjerg prägen. In der Stadt ist eine Reihe wichtiger Unternehmen beheimatet, die ursprünglich aus der Fischerei hervorgegangen sind und inzwischen weltweit agieren, so Vestfrost, das Kühlelemente produziert, Viking, das Rettungsausrüstung produziert, und Esvagt, das Offshoreeinrichtungen serviciert. Esbjerg ist auch der Hauptsitz von Blue Water Shipping, einem internationalen Transport- und Logistikkonzern, sowie von Semco Maritime, einem Offshore-Energiekonzern.

### Bildung
Zwei Universitäten haben in Esbjerg einen Campus: die Universität von Süddänemark (SDU) und das Ålborg Universitetscenter. An der Universität Aalborg kann man Ingenieurwissenschaften studieren, an der  SDU u. a. Betriebswirtschaft, Jura, Medizin und Psychologie.
Außerdem hat Esbjerg ein bekanntes Musikkonservatorium und ein Musikhaus.

## Wahrzeichen

Skulpturengruppe „Der Mensch am Meer“ (Mennesket ved Havet) als Wahrzeichen von Esbjerg

Der Wasserturm von Esbjerg, 1897 erbaut, ist zu einem Wahrzeichen der Stadt geworden. Als Vorbild diente das Nassauer Haus in Nürnberg. Im Wasserturm sind eine permanente Ausstellung über den Wasserturm von Esbjerg und europäische Wassertürme sowie andere, wechselnde Ausstellungen zu sehen.
Ein weiteres Wahrzeichen der Stadt ist das 1994/95 vom Künstler Svend Wiig Hansen geschaffene Monument „Der Mensch am Meer“, das Reisende auf See begrüßt.

## Medien
Esbjerg ist der Hauptredaktionssitz der dänischen Zeitung JydskeVestkysten, die als Regionalzeitung das südliche und westliche Jütland einschließlich Nordschleswig abdeckt.

## Sport
Der Fußballverein Esbjerg fB spielt in der zweiten dänischen Liga, der 1. Division. In den 1960er Jahren war er der erfolgreichste Verein Dänemarks, der in den Jahren 1961, 1962, 1963, 1965 und 1979 die Meisterschaft gewann. Der Eishockey-Klub Esbjerg IK ist ein weiterer erfolgreicher Sportverein. Zudem findet in Esbjerg jedes Jahr mit dem Vesterhavs Cup ein internationales Handball- und Fußballturnier statt. 2009 wurde das ehemalige Esbjerg Stadion mit überdachten Tribünen versehen und als Blue Water Arena mit einer Kapazität von 18.000 Plätzen neueröffnet.
Auf der 800 Meter langen Sandbahn Korskrobanen finden Motorrad-Sandbahnrennen und Speedwayrennen statt. 1982 und 1985 Langbahn-WM-Finale in Korskro bei Esbjerg.
Esbjerg verfügt mit dem Team Esbjerg über eine national und international sehr erfolgreiche Damen-Handballmannschaft.

## Söhne und Töchter der Stadt
- Henry Dunker (1870–1962), Unternehmer und Philanthrop
- Camma Larsen-Ledet (1915–1991), Politikerin
- Arne Astrup (1922–2005), Jazzmusiker und Diskograph
- Per Højholt (1928–2004), Schriftsteller
- Palle Kjærulff-Schmidt (1931–2018), Filmregisseur
- Jens Petersen (1941–2012), Fußballspieler
- Poul Nyrup Rasmussen (* 1943), Politiker
- Lars Ulrik Mortensen (* 1955), Cembalist und Dirigent
- Søren Søndergård Hansen (1956–2017), Richter
- Søren Østergaard (* 1957), Schauspieler, Regisseur und Drehbuchautor
- Erik Gundersen (* 1959), Speedwayfahrer
- Ulla Tørnæs (* 1962), Politikerin
- Mette Reissmann (* 1963), Politikerin
- Michael Schjønberg (* 1967), Fußballspieler
- Henrik Gunde Pedersen (* 1969), Jazzpianist
- Jacob Hansen (* 1970), Sänger, Gitarrist und Musikproduzent
- Jess Thorup (* 1970), Fußballtrainer
- Peter Skov-Jensen (* 1971), Fußballspieler
- Gitta Jensen (* 1972), Schwimmerin
- Camilla Nielsen (* 1972), Malerin
- Glen Riddersholm (* 1972), Fußballtrainer
- Søren Haagen Andreasen (* 1974), Handballtorwart und Handballtrainer
- Sonja Richter (* 1974), Schauspielerin
- Niels Kristian Iversen (* 1982), Speedwayfahrer
- Tim Winkler (* 1986), Handballspieler
- Kevin Conboy (* 1987), Fußballspieler
- Mikkel Vendelbo (* 1987), Fußballspieler
- Maja Stage Nielsen (* 1988), Triathletin
- Philip Larsen (* 1989), Eishockeyspieler
- Lotte Grigel (* 1991), Handballspielerin
- Louise Burgaard (* 1992), Handballspielerin
- Casper Nielsen (* 1994), Fußballspieler
- Jacob Holm (* 1995), Handballspieler
- Anders Krogsgaard (* 1996), Eishockeyspieler
- Niklas Andersen (* 1997), Eishockeyspieler
- Elma Halilcevic (* 2000), Handballspielerin
- Rasmus Søjberg Pedersen (* 2002), Radrennfahrer
- Sarah Thygesen (* 2003), Fußballspielerin

## Einwohnerzahlen (Kommune)
- 1870: 460
- 1880: 1.529
- 1890: 4.111
- 1901: 13.355
- 1921: 22.253
- 1940: 33.289
- 1960: 54.713
- 1980: 79.310
- 1990: 81.504
- 2000: 82.949
- 2001: 82.676
- 2002: 82.341
- 2003: 82.314
- 2004: 82.396
- 2005: 82.312
- 2006: 81.908
- 2007: 114.148
- 2008: 114.244
- 2009: 114.595
- 2010: 115.114

## Bilder

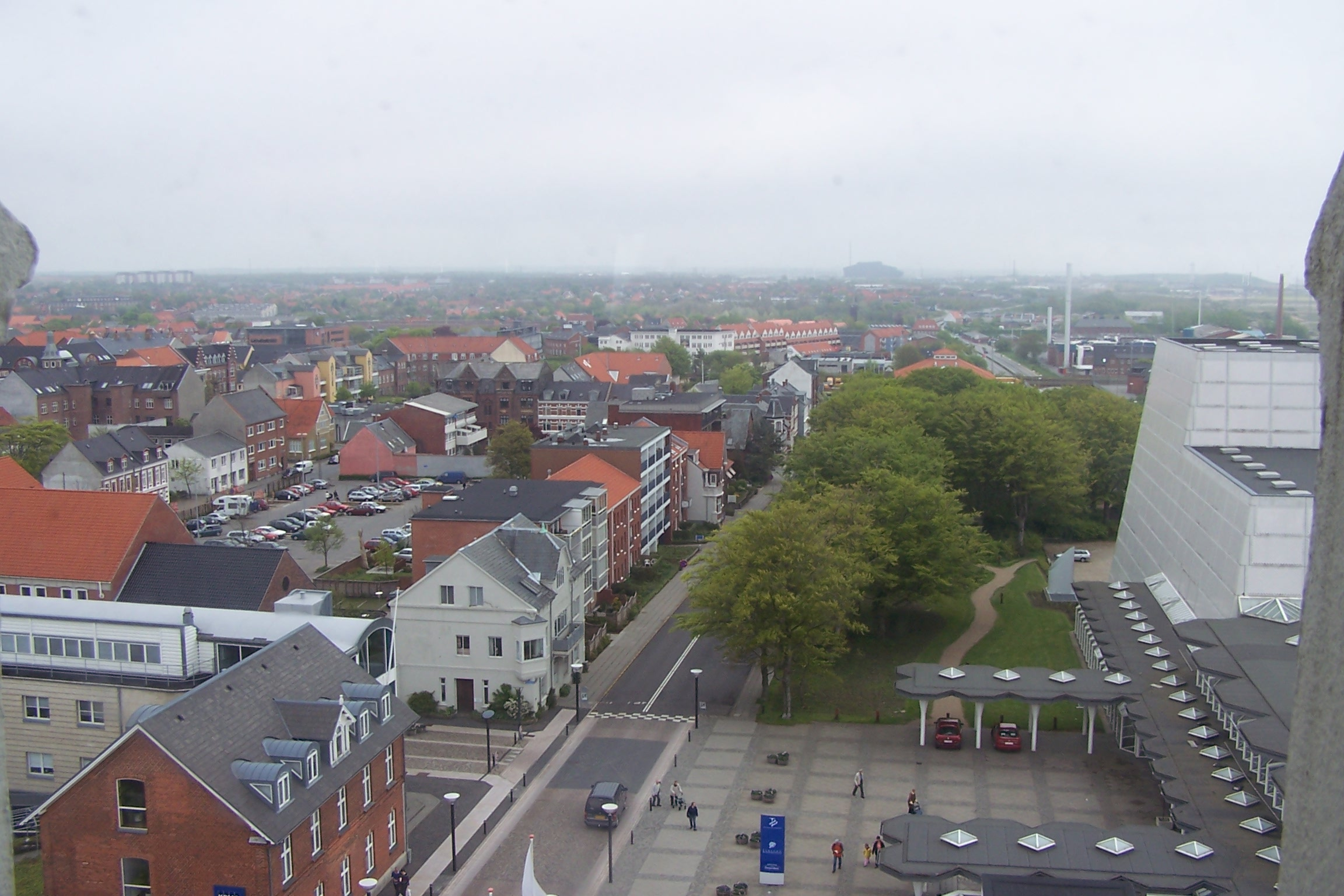
Blick vom Wasserturm
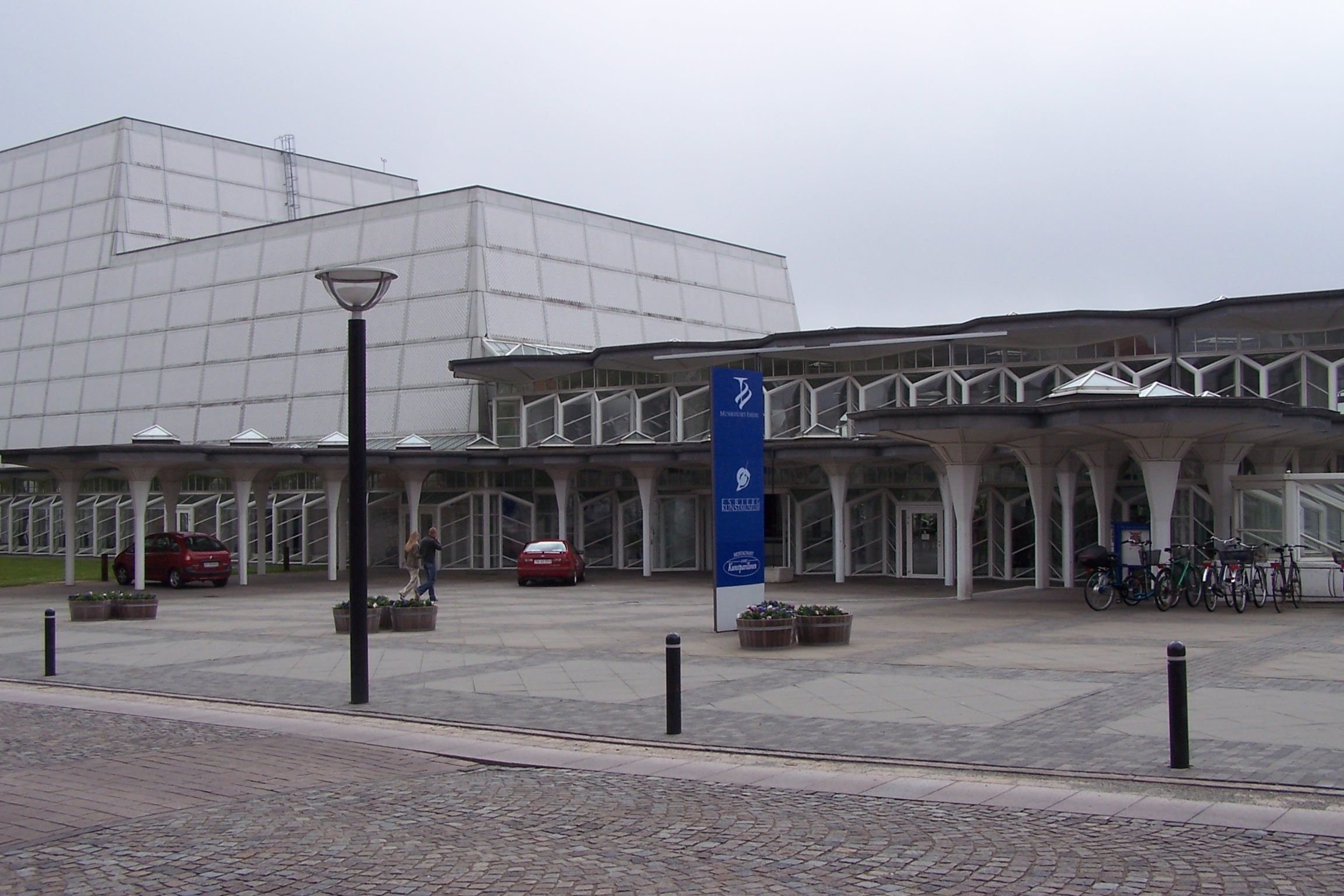
Musikhaus
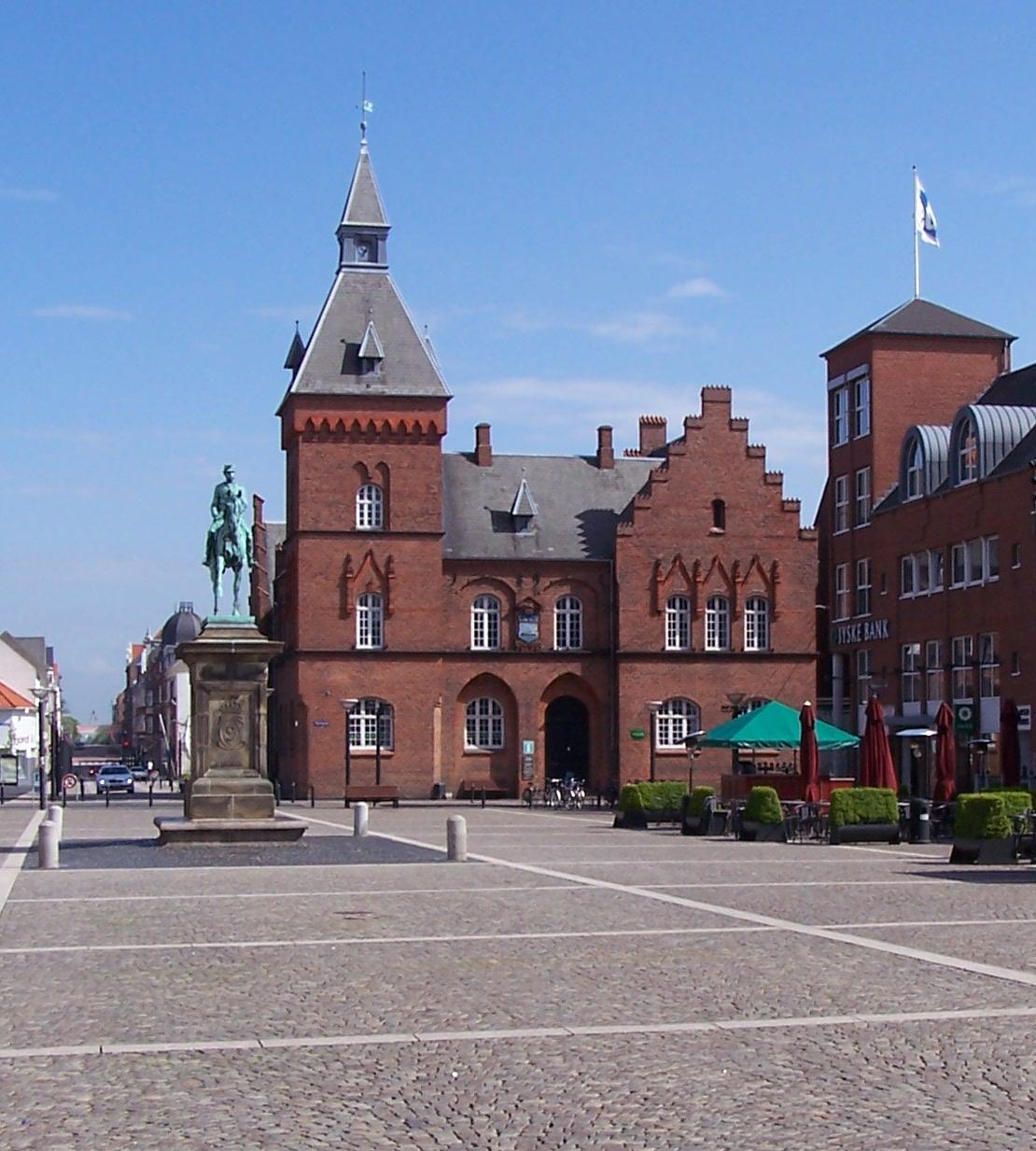
Altes Rathaus
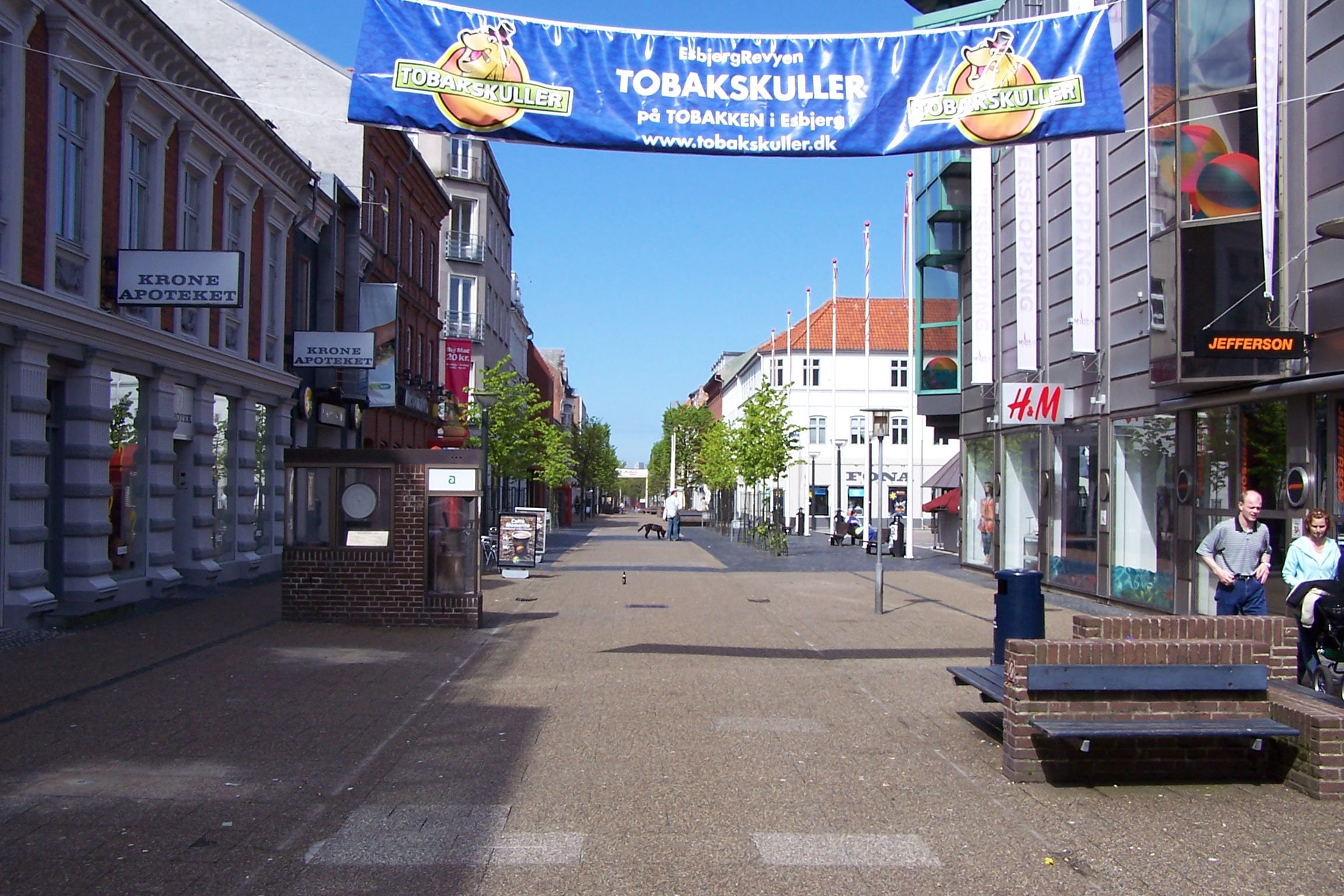
Fußgängerzone
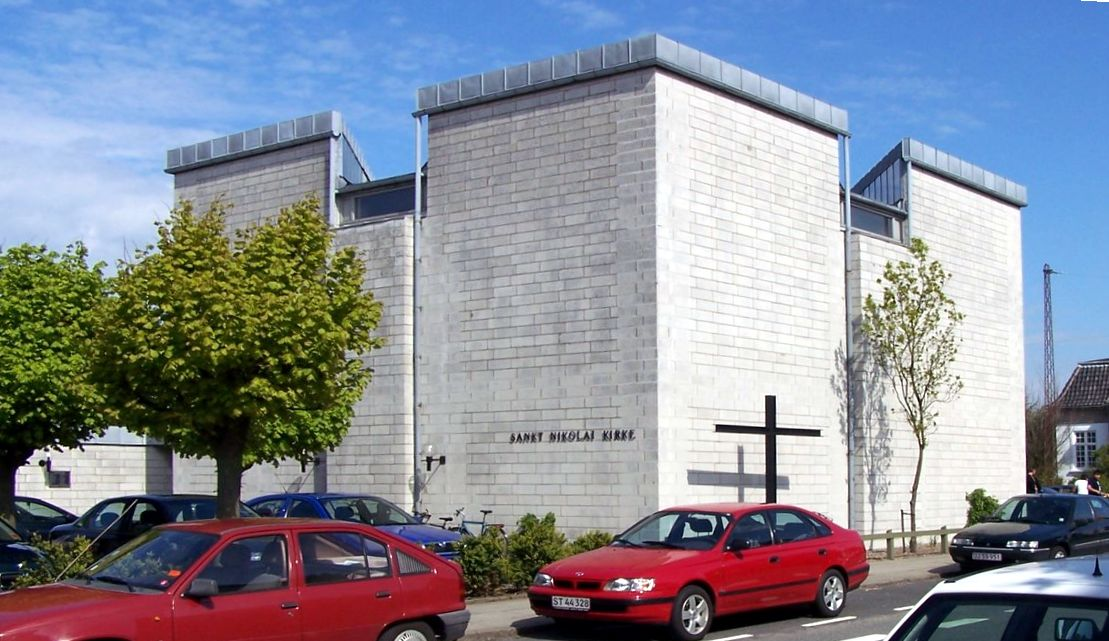
Katholische St.-Nikolai-Kirche (1968/69)
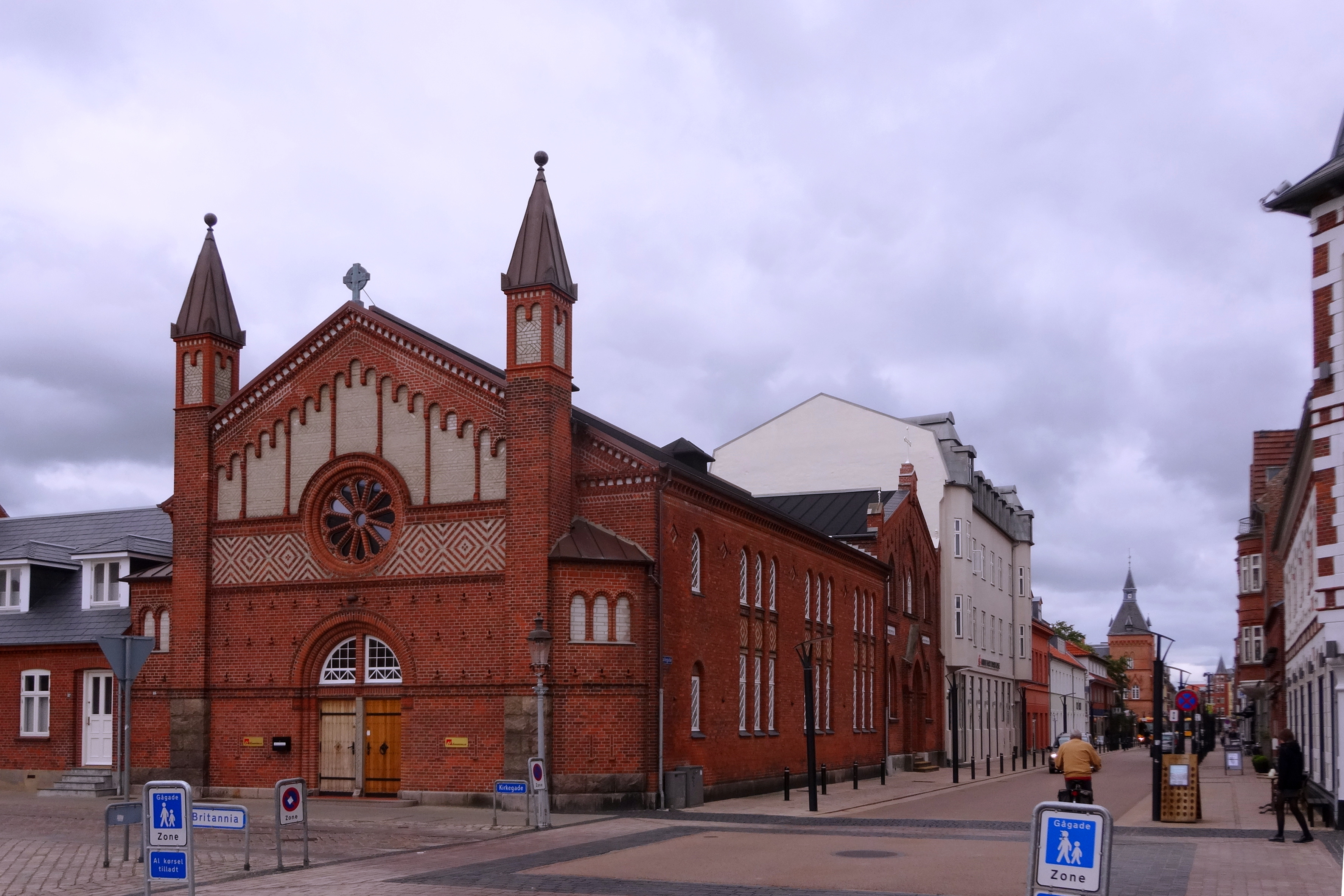
Skolegade und Kirkegade
„Der Mensch am Meer“, Sædding Strand
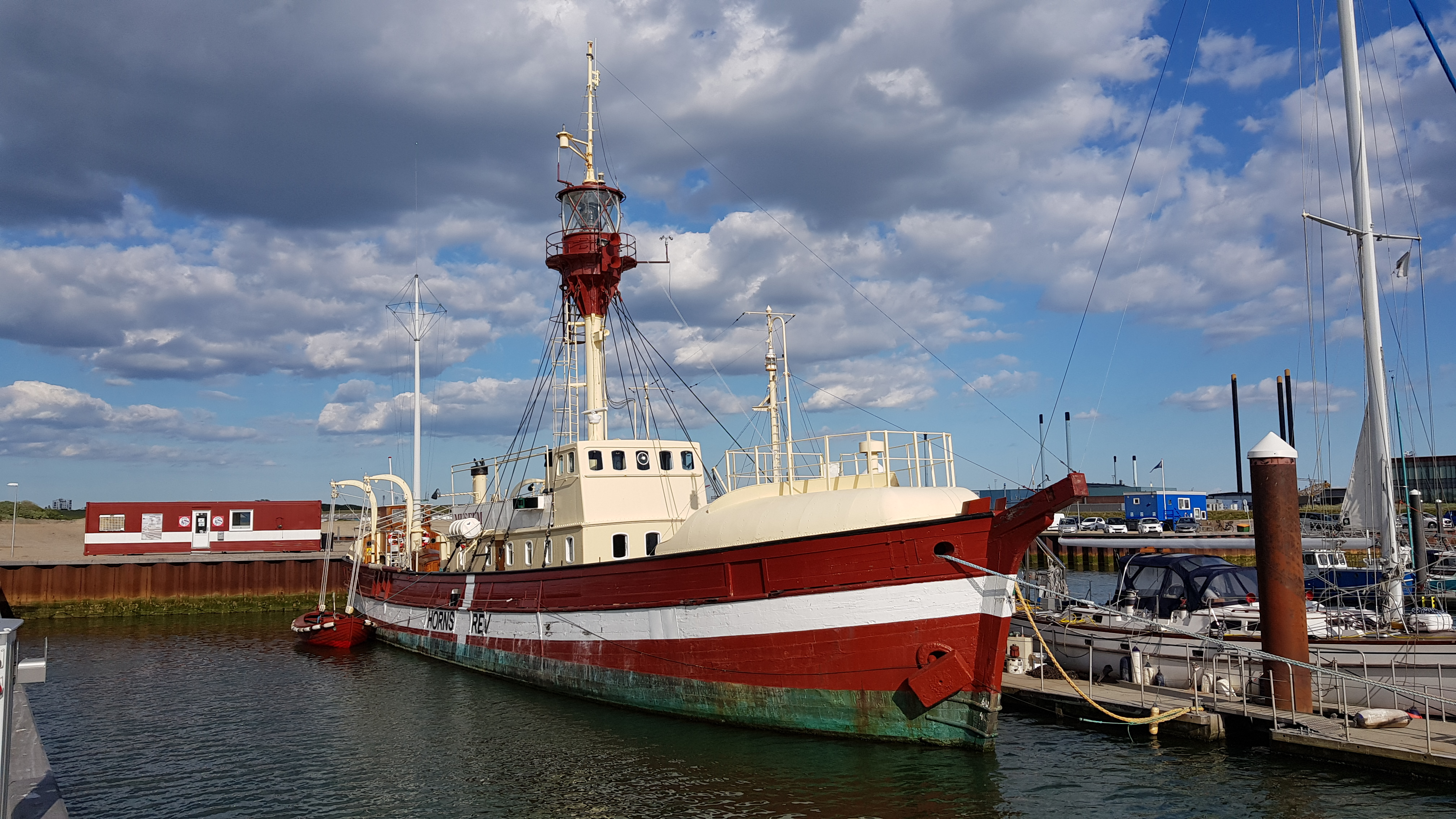
Museumsfeuerschiff Horns Rev bei Havneøen

## Erwähnenswertes
Esbjerg und die Insel Fanø zur Zeit des Zweiten Weltkriegs dienten als Motiv für die Orte Morlunde und Sande im Roman Mitternachtsfalken von Ken Follett.